# احمد گل‌محمدی
احمد گل‌محمدی (۱۳۴۷–۱۴۰۰) مترجم، نویسنده و استاد علوم سیاسی بود. عمده شهرت او به دلیل ترجمه کتاب‌هایی در زمینه علوم سیاسی و تاریخ است. ترجمه کتاب ایران بین دو انقلاب اثر یرواند آبراهامیان از جمله کارهای شاخص او به‌شمار می‌رود.

## زندگی
احمد گل‌محمدی در سال ۱۳۴۷ در ارسباران متولد شد. گل محمدی در سه مقطع کارشناسی، کارشناسی ارشد و دکتری در دانشگاه تهران تحصیل کرد و با دریافت مدرک دکتری جامعه‌شناسی سیاسی گرایش ایران از این دانشگاه فارغ‌التحصیل شد. او عضو هیئت علمی دانشگاه علامه طباطبایی بود و تا زمان مرگ در دانشکده حقوق و علوم سیاسی این دانشگاه تدریس می‌کرد.
احمد گل‌محمدی در تاریخ ۳۰ شهریور ۱۴۰۰ بر اثر ابتلا به ویروس کرونا در تهران درگذشت.

## آثار
از احمد گل محمدی سه تألیف، چهار ترجمه و بیش از ۲۰ مقاله به جا مانده‌است:

#### ترجمه‌ها
- ایران بین دو انقلاب اثر یرواند آبراهامیان
- معنا، فرهنگ و زندگی اجتماعی اثر استوارت هال
- درآمدی انتقادی بر تحلیل سیاسی اثر کالین‌های
- درآمدی بر فلسفه تاریخ اثر مایکل استنفورد

#### آثار تألیفی
- جهانی شدن، فرهنگ و هویت
- جمعیت فداییان اسلام به روایت اسناد (۲ جلد)
- چیستی، تحول و چشم‌انداز دولت
- مورد فهرست گلوله‌ای